# Église Saint-Juvin de Saint-Juvin
L'église Saint-Juvin est une église fortifiée du XVIIe siècle située à Saint-Juvin, en France. L'absence de clochers et la forme relativement massive contribuent à donner à cet édifice une allure de bâtisse militaire. Bâti en une dizaine d'années, il est d'un style très homogène.

## Description

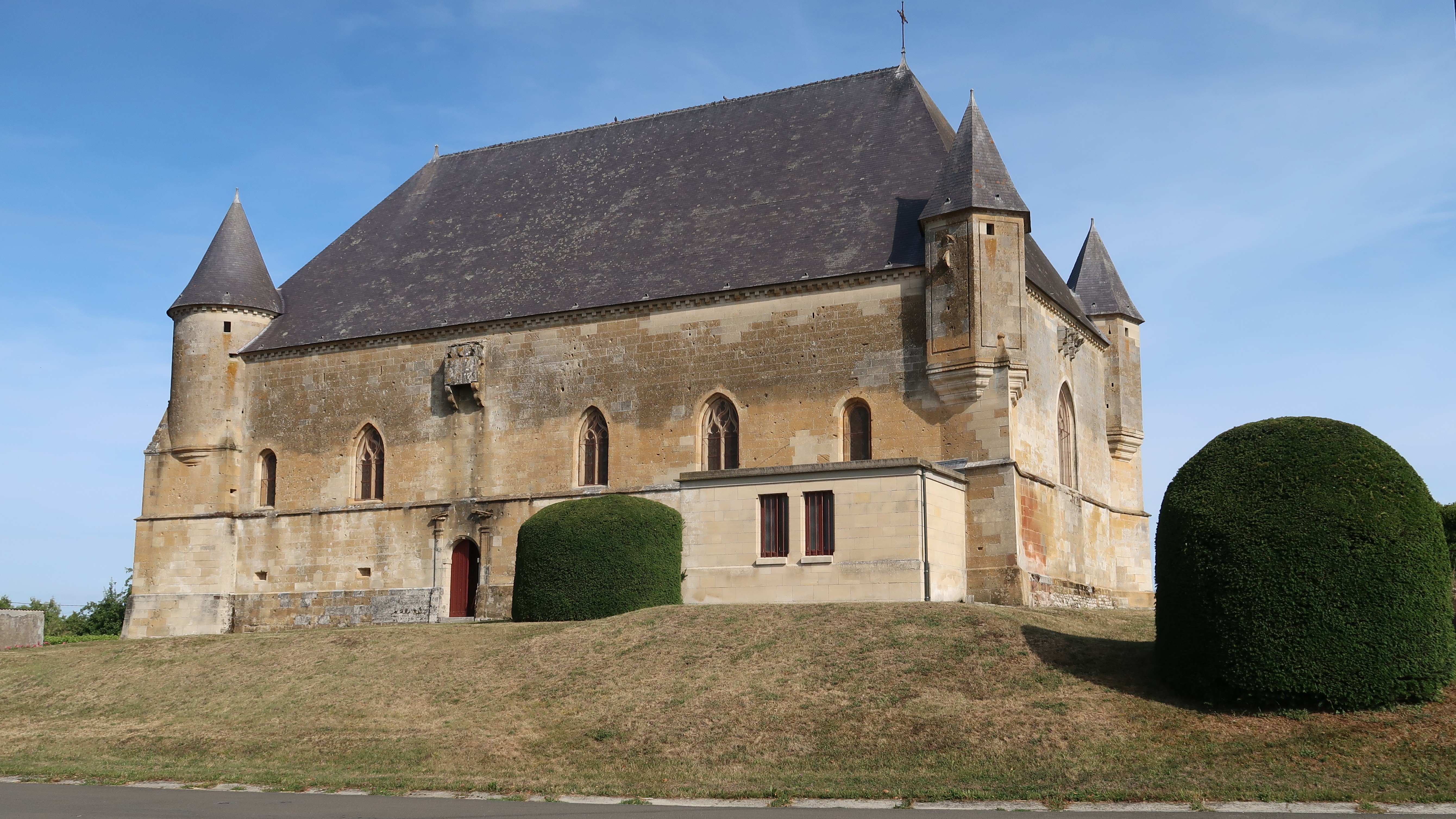
Vue du sud-est

L'église a un plan rectangulaire très simple, avec, à chaque coin du rectangle, une tourelle en demi-encorbellement. Les deux tourelles occidentales sont carrées à la base puis cylindriques, et les deux autres hexagonales. Celle qui est au sud est orné d'un cadran solaire et d'un grotesque. Elle n'y a pas de clocher. Les murs de l'église ont deux mètres d'épaisseur, les tourelles sont percés de meurtrières. Des machicoulis surplombent les portes. L'ensemble est simple, avec fort peu d'ornement, si ce n'est une corniche à modillons en haut de ces murs.
Les fenêtres sont pour certaines cintrées, pour les autres en arcs brisés. le grand portail est surmonté d'une rosace. L'intérieur est structuré en trois nefs voutées. Les croisées d'ogives retombent sur des piles cylindriques à abaques carrés.
À l'intérieur, on peut remarquer un bénitier en fonte du XVe siècle, une statue en bois du XVIe siècle de saint Juvin, représenté en berger, des porcs à ses pieds.

## Localisation
L'église est située dans le haut de la commune de Saint-Juvin, dans le département français des Ardennes.

## Historique

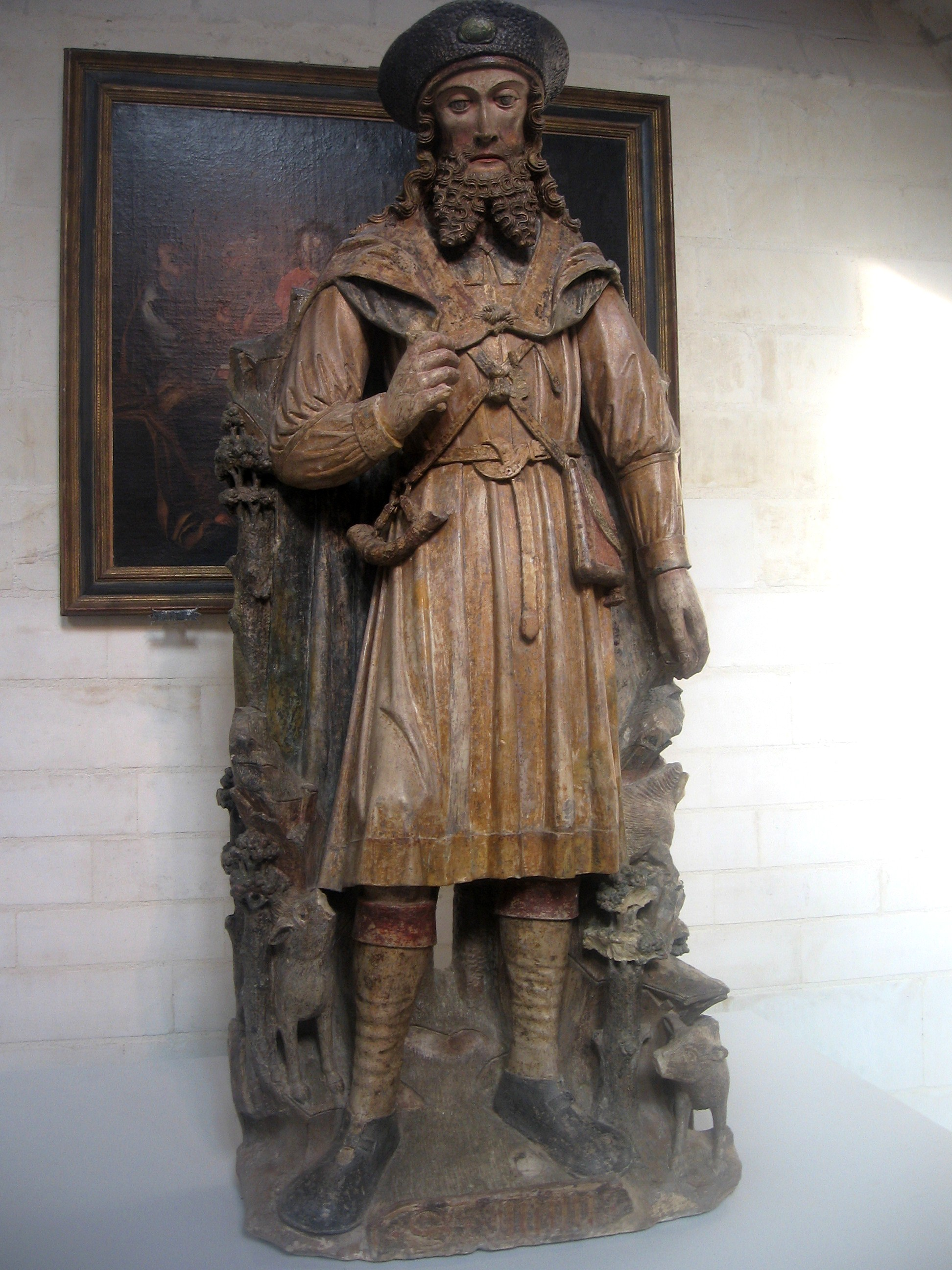
Statue de saint Juvin en porcher.

Alors qu'existait l'oratoire de Saint Juvin, cette nouvelle église est construite cent mètres plus loin par les habitants sous l'impulsion du curé, Didier Mauclerc et de Claude de Joyeuse comte de Grandpré, de 1614 à 1624, après quelques décennies troublées par les guerres de religion puis par la Fronde. L'église est bénite le 14 août 1648.
À la fin de la Première Guerre mondiale, en octobre 1918, la 1re armée américaine monte à l'attaque d'une ligne fortifiée construite par les Allemands, la Kriemhilde Stellung, en arrière de la Ligne Hindenburg, sur les crêtes de Saint-Juvin à Brieulles-sur-Meuse. C'est l'offensive Meuse-Argonne. Les bombardements puis l'explosion d'un dépôt de munitions… américaines ruinent les trois-quarts du village, dont l'église. Celle-ci est cependant classée au titre des monuments historiques en 1920, puis reconstruite à l'identique entre 1931 et 1935. Mais sa charpente est désormais en béton armé et non plus en bois.